# Послеимперская Ассирия
Послеимперский период был завершающим этапом древней истории ассирийцев, охватывая историю Ассирийской родины с падения Новоассирийской империи в 609 году до н. э. до окончательного опустошения и разрушения Ашшура, древней религиозной столицы Ассирии, Персидской империей в 240—250 годах н. э., хотя Ассирия продолжала существовать как геополитическая область Асористан до середины VII века н. э. В это время не существовало ни одного независимого ассирийского государства (за исключением ряда полу зависимых государств в период парфянской эпохи), Ашшур и другие ассирийские города оказались под контролем последовательных империй Мидийской (615—549 гг. до н. э.), Нововавилонской (612—539 гг. до н. э.), Ахеменидской (539—330 гг. до н. э.), Селевкидской (312—141 гг. до н. э.) и Парфянской (141—224 гг. н. э.) империй. Период был назван продолжением древней ассирийской культуры, традиций и религии, несмотря на отсутствие ассирийского государства. Однако древний ассирийский диалект аккадского языка вымер к V веку до н. э., будучи полностью замененным арамейским, уже во времена Новоассирийской империи.
Во время падения Ассирийской империи 626—609 гг. до н. э. крупные города на севере Месопотамии были массово опустошены и разрушены силами мидийцев, скифов и вавилонян. Вавилонские цари, аннексировавшие значительные части Ассирии, мало заботились о экономическом или социальном развитии региона, и в большинстве городских регионов произошло резкое снижение плотности населения. Многие великие города периода Новоассирийской империи, такие как Ниневия, были в значительной степени покинуты, а другие, например, Ашшур, временно сократились в размерах и населении, хотя это не затронуло сельские районы. Процесс восстановления региона начался только под правлением Ахеменидской империи. После завоевания Вавилона в 539 году, Ахеменидский царь Кир Великий вернул культовую статую национального бога Ассирии Ашшура в одноименный город Ашшур. Практика Ахеменидов не вмешиваться в местные культуры и объединение ассирийских земель в одну провинцию, Атуру, позволила ассирийской культуре оживиться и сохраниться.
Города Ассирии в периоды Селевкидской и Парфянской империи были массово населены ассирийцами. В последние два столетия правления Парфии Ассирия процветала; великие города, такие как Ашшур, Ниневия и Нимруд, были населены заново и расширены, старые деревни восстановлены, а новые поселения построены. Плотность населения парфянской Ассирии достигла высот, не виданных с времен Новоассирийской империи. Большая часть Ассирии не управлялась непосредственно парфянами, а скорее несколькими вассальными королевствами, такими как Осроена, Хатра, Бет Нухадра, Бет Гармай, Ашшур и Адиабена, которые имели влияние на ассирийскую культуру и сохранили ассирийские восточноарамейские диалекты с аккадским влиянием, которые до сих пор сохраняются среди ассирийцев. Ашшур в то время был полу-самостоятельным городом-государством, управляющимся ассирийскими городскими правителями, считавшими себя наследниками ассирийских царей. Этот золотой век ассирийской культуры завершился, когда Ардашир I из Персидской империи сверг парфян и, во время своих кампаний против них, обширно опустошил Ассирию и ее города, после чего Ассирия вместе с Вавилонией были включены в преимущественно ассирийскую провинцию Сассанидской империи Асористан.

## Терминология
Последующие века, после падения Новоассирийской империи, характеризуются значительным отсутствием сохранившихся источников из земли ассирийцев. Текстовые и археологические свидетельства настолько малы, что период часто называют «тёмным веком» или просто «послеассирийским». Поскольку Ассирия продолжала рассматриваться её жителями и иностранцами как отдельная культурная и географическая местность и (хотя никогда больше не была полностью независимой) время от времени управлялась отдельно, современные исследователи предпочитают название «пост имперский» для этого периода.

## История

### Правление Нововавилонии
Падение Новоассирийской империи после ее последней войны с Нововавилонской и Мидийской империями кардинально изменило геополитику Древнего Ближнего Востока; Вавилония пережила непрецедентный период процветания и роста, торговые пути были перерисованы, и экономическая организация и политическая власть всего региона были перестроены. Долгое время спорили, попала ли Ассирия, или по крайней мере ее северные части вдоль Тавра, Тавра, под контроль Мидийцев или Вавилонян, но доказательства того, что армия Вавилонии действовала на северо-западе Сирии и на юге северного царства Урарту, предполагают, что Нововавилонская империя аннексировала большую часть, если не всю, ассирийской основной территории.
Археологические исследования северной Месопотамии последовательно показали, что в период Ново-Вавилонии произошло резкое сокращение размеров и количества заселенных пунктов в Ассирии, что указывает на значительный общественный кризис в регионе. Археологические данные свидетельствуют о том, что бывшие ассирийские столицы, такие как Ашшур, Нимруд и Ниневия, были почти полностью заброшены. Некоторые города были полностью разрушены Мидянами и Вавилонянами в войне; степень разрушения и грабежа храмов Ассирии описывается с ужасом и даже последующим сожалением в некоторых современных вавилонских хрониках. Распад общества не всегда отражает огромное снижение населения; очевидно, что регион стал менее богатым и менее населенным, но также известно, что Ассирия не была полностью необитаемой или бедной в каком-то роде. Многие малые поселения, вероятно, были заброшены из-за разрушения местной сельскохозяйственной организации на протяжении десятилетий войны и беспорядков. Многие ассирийцы, вероятно, погибли в войне с Мидянами и Вавилонянами или из-за ее косвенных последствий (то есть от болезней или голода), и многие, вероятно, уехали из региона, или были насильно депортированы, в Вавилонию или в другие места. значительная часть оставшегося ассирийского населения могла превратиться в постоянных переселенцев из-за краха местных поселений и экономики.
Хотя Нововавилонские цари в значительной степени сохраняли административные структуры Ассирийской империи, и иногда прибегали к ассирийской риторике и символике для легитимизации, особенно при правлении Набонида (556—539 гг. до н. э., последнего Нововавилонского царя), они также время от времени стремились отличить себя от ассирийских царей, предшествовавших им, и никогда не принимали титул «царь Ассирии». На протяжении периода Нововавилонской и Ахеменидской империй Ассирия была маргинальным и малонаселенным регионом, возможно, в первую очередь из-за ограниченного интереса Нововавилонских царей инвестировать ресурсы в его экономическое и общественное развитие. Лица с ассирийскими именами были записаны на нескольких таблицах в период Нововавилонской империи, включая Вавилон, Ниппур, Урук, Сиппар, Дилбат и Борсиппа. Ассирийцы в Уруке, по-видимому, продолжали существовать как община до правления Ахеменидского царя Камбиз II (530—522 гг. до н. э.) и были тесно связаны с местным культом, посвященным ассирийскому национальному божеству Ашшуру.

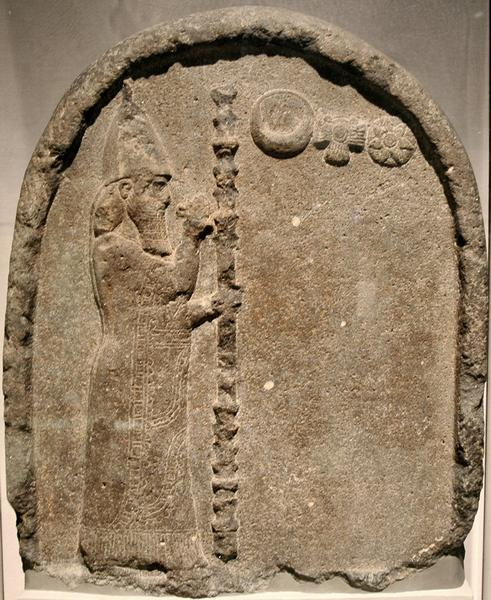
Стела нововавилонского царя Набонида (556—539 гг. до н. э.), найденная в Харране

Хотя очевидно, что процесс восстановления протекал медленно и имеющиеся данные ограничены, наблюдается определенная степень непрерывности в административных и государственных структурах даже в центре прежней ассирийской территории. В какой-то момент после падения Ниневии в 612 году до н. э. некоторые лица на рельефах ее дворцов были разрушены, но нет никаких доказательств длительной вавилонской или мидийской оккупации места. В Дур-Катлимму, одном из крупнейших поселений вдоль реки Хабур, большой ассирийский дворец, который археологи назвали «Красным домом», продолжал использоваться в Нововавилонское время, с клинописными записями, написанными людьми с ассирийскими именами, в ассирийском стиле, хотя датированными правлением ранних нововавилонских царей. Два нововавилонских текста, обнаруженных в городе Сиппар в Вавилонии, свидетельствуют о том, что в Ашшуре и Телл Халафе, еще одном ассирийском месте на севере, были назначены королевские управляющие. Культовая статуя Ашшура, украденная из одноименного города во время его разграбления в 614 году до н. э., так и не была возвращена вавилонянами и вместо этого хранилась в храме Эсагиле в Вавилоне. Арбела упоминается как процветающий город, но в более позднее время, в период Нововавилонской эпохи, и не было попыток возрождения города Аррапхи до правления Нериглиссара (560—556 гг. до н. э.), который вернул культовую статую на место. Харран был оживлен, с его великим храмом, посвященным лунному богу Сину, восстановленным при Набониде. Увлечение Набонидом Харрана и Сина заставило современных исследователей предположить, что сам он, как узурпатор, не имеющий генеалогических связей с более ранними вавилонскими царями, был коренного ассиро-вавилонского происхождения и происходил из Харрана. Набонид действительно предпринял определенные шаги для возрождения ассирийских символов, таких как ношение завернутого плаща на его изображениях, отсутствующего на изображениях других вавилонских царей, но присутствие ассирийского искусства. Некоторые ассириологи, такие как Стивен Херберт Лэнгдон и Стефани Дэлли, даже пошли настолько далеко, что предположили, что он был потомком династии Саргонидов, последней правящей династии Ассирии, в качестве внука либо Эсархаддона (681—669 гг. до н. э.) либо Ашшурбанипала (669—631 гг. до н. э.), однако это не подтверждено из-за отсутствия убедительных доказательств.

## Археологические находки

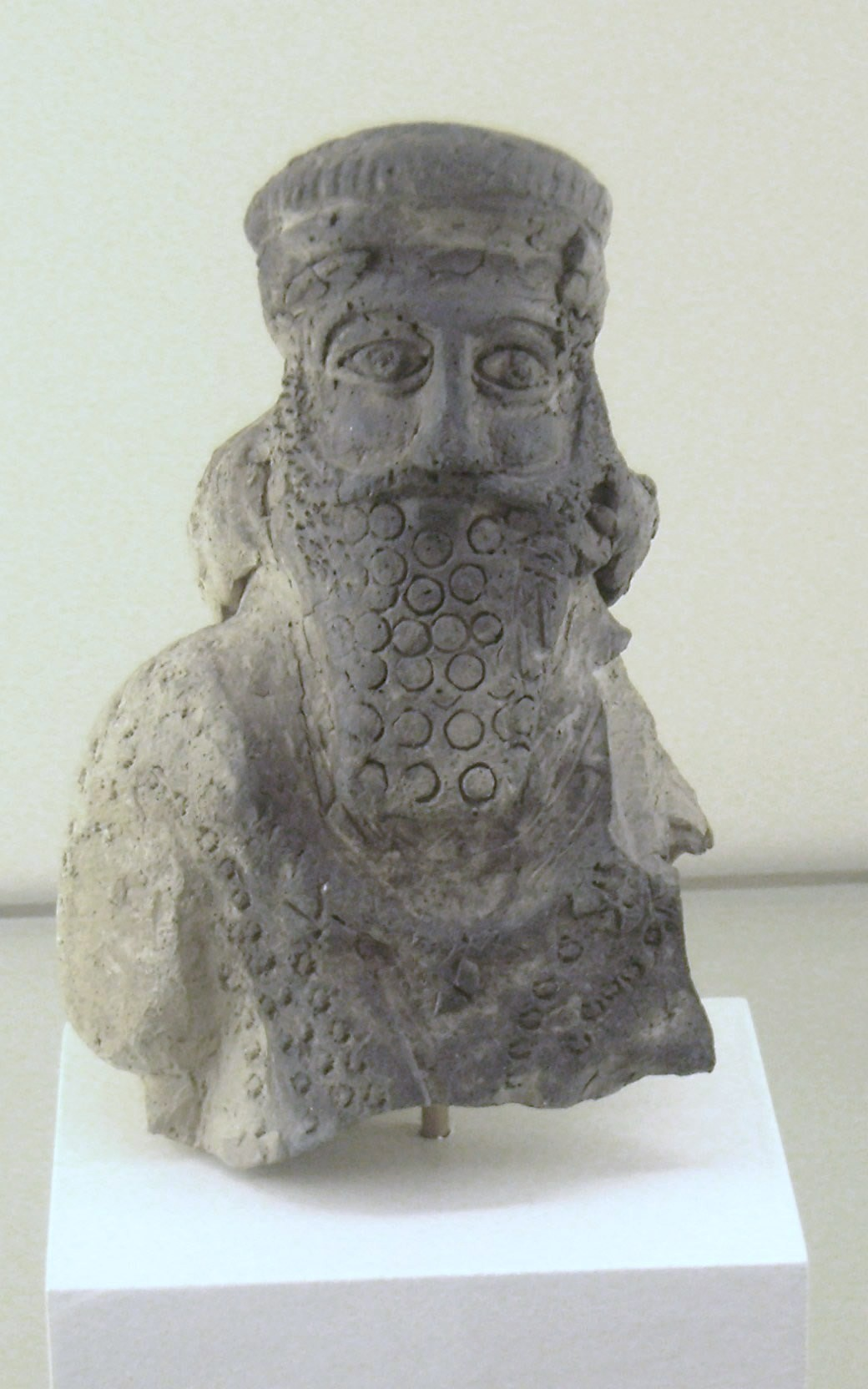
Терракотовая фигура парфянского царя, найденная в Ашшуре

Периоды пиавления Вавилонии и Ахеменидов над Ассирией являются наименее изученными, с точки зрения сохранившихся источников и археологических находок, периодами. Нет археологических свидетельств, кроме ограниченных данных из Дур-Катлимму (которые подтверждают лишь несколько десятилетий заселения в лучшем случае), что какие-либо старые ассирийские дворцы когда-либо снова использовались в качестве официальных правительственных резиденций после падения Новоассирийской империи. Некоторые археологические находки указывают на то, что Ашшур был восстановлен во много раз меньшем масштабе в Нововавилонском периоде, известно лишь о нескольких небольших построенных в Вавилонском стиле сооружениях. Обнаружены свидетельства проживания на некоторых участках, такие как едва понятные археологические находки, указывающие на ремонтные работы и строительство небольших домов и мастерских в Нимруде, Дур-Шаррукине и Ашшуре в Нововавилонском и Ахеменидском периодах. Также известна небольшая коллекция клинописных текстов из Нововавилонского Ашшура, которая, среди прочего, демонстрирует, что золотых дел мастеров действовали в городе.
Археологические находки также крайне малы для селевкидского периода и в основном состоят из монет и характерных типов селевкидской посуды, таких как чаши и рыбные тарелки с вогнутыми краями. Самые обширные ассирийские археологические находки из постимперского периода относятся к времени правления Парфии в регионе. В Ашшуре было найдено много арамейских надписей из парфянского периода, а также руины храмов и жилых районов. Парфянский Ашшур был почитанием старого и нового города, с несколькими древними ассирийскими храмами, вновь построенными на своих старых фундаментах, хотя с стилистическими элементами, сочетающими старые родные месопотамские и новые парфянские архитектурные стили. Над старым храмом, посвященным богу Ашшуру, в парфянский период был построен трехэтажный храм. По форме и размеру этот новый храм, вероятно, был похож на Большие Иваны в Хатре, могучую храмовую структуру. Руины частных домов показывают, что они следовали парфянским проектам. Парфяне восстановили даже старый ассирийский праздничный дом точно по его первоначальному плану.

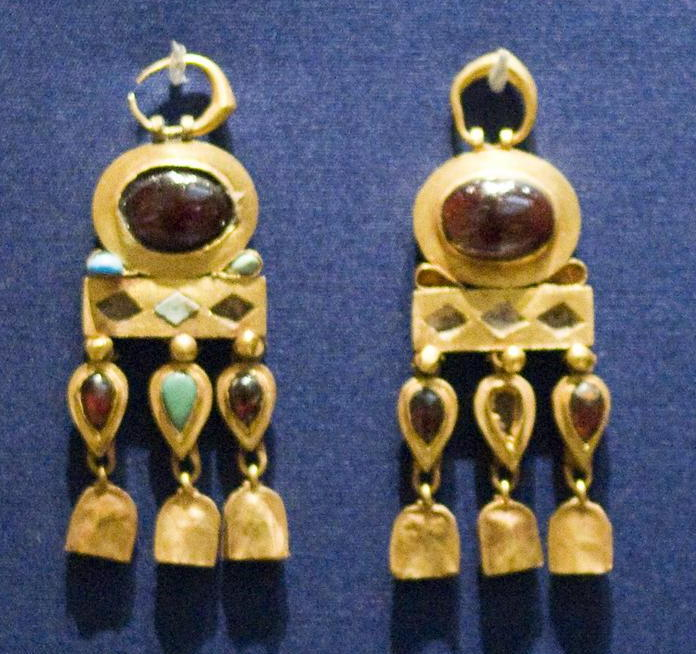
Парфянские украшения, найденные в Ниневии

Большинство археологических находок из селевкидской и парфянской Ниневии относятся к холму Куюнджик, при этом информация о большей части нижнего города известна лишь из небольшого количества случайных открытий. Среди этих случайных открытий — остатки алтаря, посвященного стратегу Апполонию, и храма, посвященного богу Гермесу, а также следы могил. Холм Куюнджик был явно покрыт значительными постройками, следы которых были обнаружены в виде каменных фундаментов и различных фрагментов. Поддерживались великие храмы как селевкидами, так и арфянами, и было найдено несколько статуй как в греческом, так и в парфянском стиле, большинство из которых фрагментарны, но и несколько целых. Среди самых известных открытий из Куюнджика — хорошо сохранившаяся статуя Геракла Эпитрапезиоса (один из аспектов или эпитет полубога Геракла). Помимо великих храмов, на холме Куюнджик также были найдены меньшие жилые здания, что подтверждается наличием большого количества мелких предметов, включая фигурки и посуду. Поскольку Ниневия находилась ближе к границе с Римской империей, чем Ашшур, она часто вступала в контакт с римским миром, как через торговлю, так и через римские экспедиции, вторгавшиеся или нападавшие на регион. Известны и селевкидские, и римские серебряные монеты с места находок. Римское военное снаряжение, включая пряжку пояса и комплект шлемов, также было найдено в Ниневии, вероятно, было потеряно в хаосе войны.

## Язык
Официальным языком Ассирийской империи был ассирийский диалект аккадского языка, и с времени Тиглат-Пилесер III также использовался имперский арамейский. Использование этого языка становилось все более ограниченным уже в времена Новоассирийской империи из-за распространения арамейского языка. К последним десятилетиям Новоассирийской империи ассирийский-арамейский стал основным разговорным языком империи. Несмотря на века иностранного владычества и влияния иностранных языков, таких как греческий, преобладающим языком в городах и сельской местности Ассирии, вероятно, оставался ассирийский арамейский на протяжении постимперского периода. Сам ассирийский диалект аккадского языка оставался в употреблении некоторое время после падения Ассирийской империи, хотя и в значительно ограниченном объеме, вероятно, не исчезнув до конца VI века до н. э.
Новоарамейские диалекты, обычно используемые современными ассирийцами, — это ассирийский новоарамейский, который относятся к христианской группе северовосточных новоарамейских языков, происходящих от разговорных диалектов старых восточноарамейских диалектов последней части Новоассирийской империи и постимперского периода Ахеменидской Ассирии. Ассирийский новоарамейский до сих пор сохраняет древние влияния аккадского, например, слова. Сирийский язык, восточный среднеарамейский диалект, в основном используется как литургический язык в настоящее время. В нем есть как минимум четырнадцать эксклюзивных (то есть не наблюдаемых в других диалектах) заимствований из аккадского, включая девять, которые явно принадлежат к древнему ассирийскому диалекту (шесть из которых являются архитектурными или топографическими терминами).

## Религия

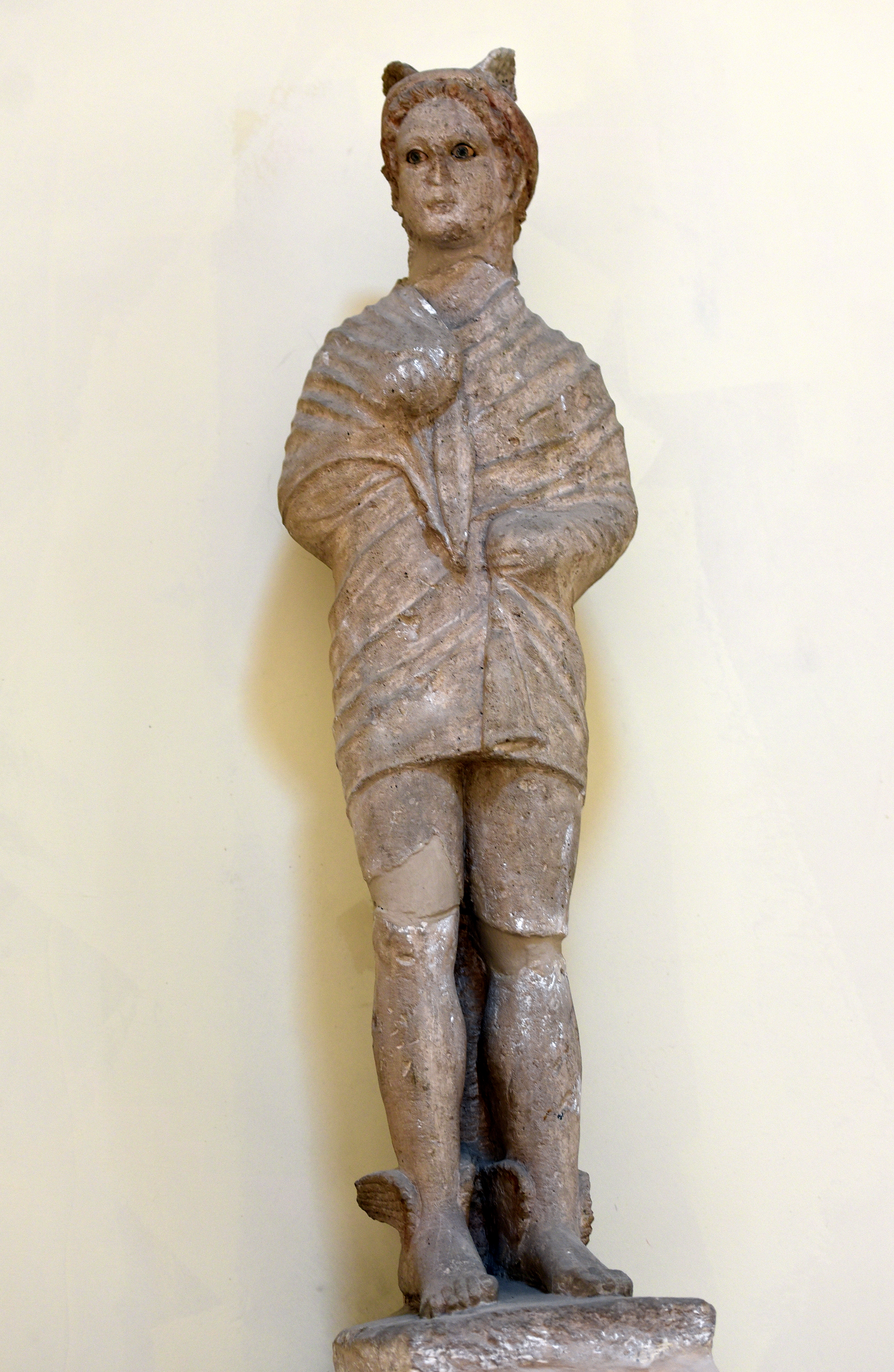
Статуя Гермеса древнегреческого божества, найденная в Ниневии, II век до н. э.

Ассирийцы в Ашшуре и других местах на севере продолжали следовать древнемесопотамской религии в послеимперском периоде, и продолжали особенно почитать своего национального бога Ашшура. Во многих других частях северной Месопотамии религиозные традиции быстро расходились и развивались в разных направлениях. В частности, с времени правления Селевкидов наблюдалось значительное влияние древнегреческой религии, при этом многие греческие боги становились синкретизмированными с месопотамскими богами. Также было некоторое влияние Иудаизма, учитывая, что ассирийские цари Адиабена обратились в иудаизм в I веке н. э. Хотя за пределами самой Ассирии, раскопки парфянских участков соседнего места Дура-Европос обнаружили храм с разнообразным набором богов, христианскую церковь и еврейскую синагогу, все датирующиеся III веком н. э. Эта религиозная и культурная сложность, вероятно, также отражалась внутри Ассирии, поскольку теперь это была приграничная область между Римской и Парфянской империями.
В Ашшуре почитали как старых, так и новых богов. Самым важным был Ашшур, в паряфянские времена известный как Ассор или Асор, чье почитание проводилось так же, как и в древние времена, согласно культовому календарю, практически идентичному использовавшемуся в период Новоассирийской империи. Поскольку личные надписи в храмах в Ашшуре часто упоминают месяц Ниссан (первый месяц года), очевидно, что традиционный месопотамский праздник ‘’Акиту’’ (отмечаемый в этом месяце) продолжал отмечаться. Один из храмов, построенных в парфянское время, в своем культовом зале содержал стелу с высоким рельефом, изображающим полубога Геракла с львиной шкурой на левой руке и опирающегося правой рукой на дубину. На основе доказательств из Хатры и Пальмиры, Геракл вероятно идентифицировался с ассирийским и семитским божеством удачи, Гад. Также ясно, что Геракл был идентифицирован в Месопотамии с богом Нергал, о чем свидетельствуют надписи, найденные в других местах, и надписи парфянского периода в Ашшуре, упоминающие Нергала, но не Геракла. Надписи и граффити, выцарапанные на полу и стенах восстановленного парфянами храма Ашшура, указывают на то, что самые важные боги были Ашшур и его супруга Шеруа, поскольку они упоминаются наиболее часто.  Другие упоминаемые божества, хоть и реже, включают Набу и Нане («дочь Бела»). Бог Бел, в основном вавилонское божество, также почитался в собственном храме в городе. Надписи, храмы, продолжение празднования праздников и богатство теофорических элементов (божественные имена) в личных именах периода Парфии свидетельствуют о крепкой континуитетности традиций и том, что самые важные божества древней Ассирии все еще поклонялись в Ашшуре более 800 лет после разрушения Ассирийской империи.
Религиозные практики в близлежащей Ниневии в период Парфии существенно отличались от тех, что были в Ашшуре. В то время как божества, которым поклонялись в Ашшуре и его окрестностях, в основном были древнемесопотамскими (за исключением Геракла-Нергала), божества, которым поклонялись в Ниневии, были практически все синкретическими или прямо импортированными фигурами. Среди них были синкретический Аполлон-Набу, Геракл-Гад, и Зевс-Бел, а также импортированные греческий бог Гермес и египетские божества Исида и Серапис.
Неясно, когда точно ассирийцы впервые приняли христианство, но Арбела была важным ранним христианским центром. Согласно более поздней «Хронике Арбелы», Арбела стала местом пребывания епископа уже в 100 году н. э., однако надежность этого документа оспаривается учеными. Тем не менее известно, что Арбела, Мосул и Киркук позднее служили важными христианскими центрами в период сасанидского и позднего исламского правления. С III века становится ясно, что христианство становится главной религией региона, при этом христианский бог заменяет старых месопотамских божеств, включая Ашшура, который только что пережил большой период возрождения. Древняя месопотамская религия сохранялась в некоторых местах намного дольше, таких как Харран по крайней мере до X века (о «Сабеянах» из Харрана) и Мардин до XVIII века (о «Шамсии»).